# Sporadoceras
Sporadoceras Hyatt, 1884 è un genere di molluschi cefalopodi estinti appartenente alle ammoniti (sottoclasse Ammonoidea). Questo genere fa parte delle goniatiti, ammonoidi primitivi diffusi nell'era paleozoica, ed è documentato nel Devoniano Superiore (Famenniano). È una forma cosmopolita, diffusa a scala mondiale.

## Descrizione
Conchiglia con avvolgimento planispirale, decisamente involuta, con forte ricoprimento tra i giri successivi, ombelico stretto e profondo (spesso puntiforme), con giro debolmente compresso, di forma tendenzialmente globosa (fino a sferocona). Ornamentazione assente. Presenza in numerose specie di costrizioni. Ventre arrotondato e privo di solchi o carene. 

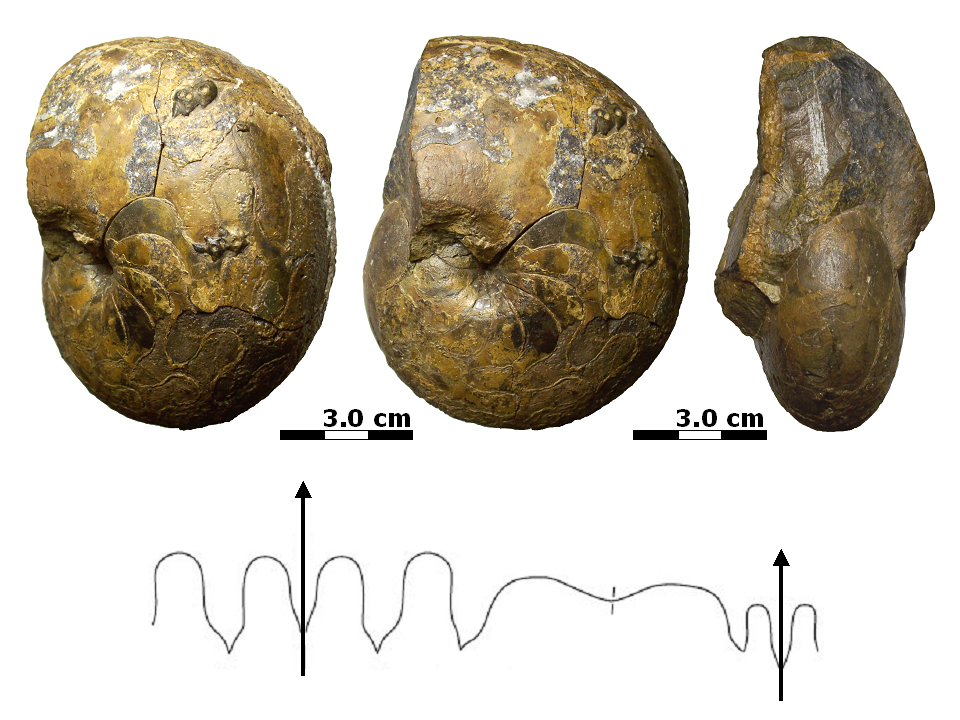
Ammonite appartenente al genere Sporadoceras HYATT. Dal tardo Devoniano (Famenniano) del Marocco (Atlante (catena montuosa)). L'esemplare è un modello interno di fragmocono, con parte della camera d'abitazione conservata. Ben visibili le suture dei setti. Dimensioni: diametro massimo = 8.7 cm; larghezza massima del giro = 4.5 cm. Riportato un esempio tipico di sutura. Le frecce indicano la direzione dell'apertura della conchiglia.

La sezione dei giri nell'adulto è sub-ovale. Sutura goniatitica piuttosto semplice, con pochi elementi; lobi (tipicamente sei) di forma appuntita; lobo esterno (ventrale) semplice, non suddiviso da una sella. Selle arrotondate; sella ombelicale molto sviluppata, semicircolare, che sul lato esterno dà luogo ad una caratteristica configurazione a “vortice” delle suture. Le dimensioni (diametro massimo) sono da centimetriche a decimetriche.

## Distribuzione
Si tratta di una forma diffusa e frequente nei depositi di mare epicontinentale. Segnalato dall'America settentrionale Stati Uniti, all'Europa, all'Africa settentrionale (Marocco e Algeria), all'estremo oriente (Asia centrale e Cina), all'Australia. Il genere comprende poco più di una trentina di specie.

## Habitat
Forma di profondità moderata, entro i limiti della piattaforma continentale.

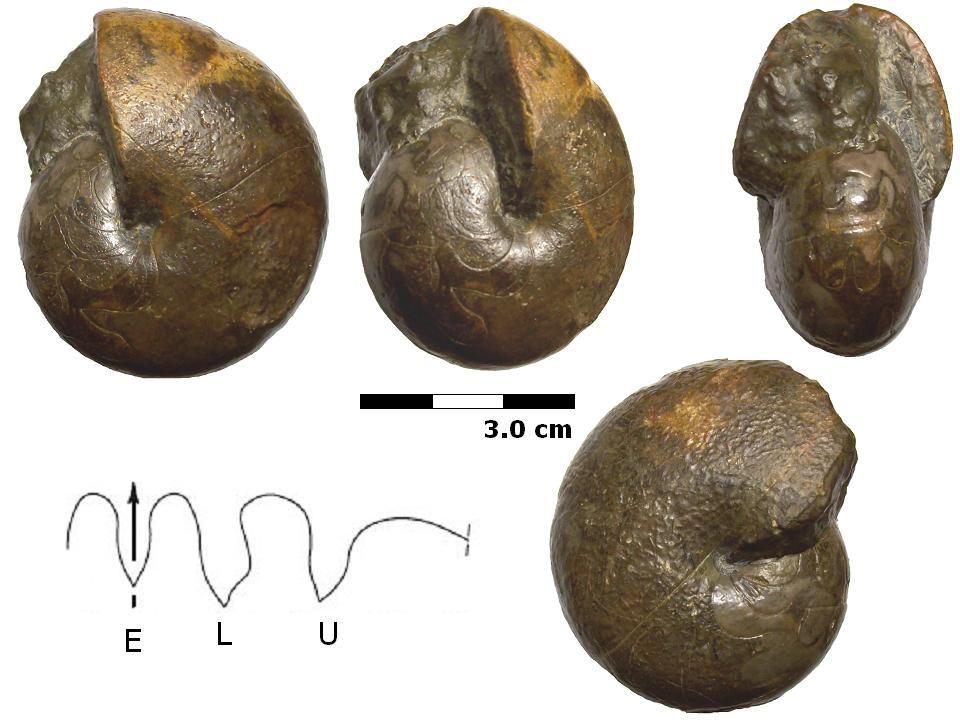
Sporadoceras orbiculare (MUNSTER). Famenniano (tardo Devoniano) - Atlante marocchino. Modello interno di fragmocono, con parte della camera d'abitazione conservata. Visibili le suture. Dimensioni: diametro massimo = 4.7 cm; larghezza massima del giro = 2.8 cm. Riportato un esempio tipico di sutura della specie (solo la parte esterna). Le frecce indicano la direzione dell'apertura della conchiglia; E = lobo esterno; L = lobo laterale; U = lobo ombelicale. Questa forma presenta normalmente delle deboli costrizioni (cinque per giro), più marcate in corrispondenza del ventre, visibili sull'esemplare raffigurato.